# Литьё с декорированием в форме
IMD (In-mold decoration, дословно — «Декорирование внутри формы») — это метод поверхностного декорирования пластиковых изделий специальными пленочными носителями
Технология IMD предоставляет уникальные возможности для проектирования новых изделий, так как процесс «декорирования» не только вносит определённый художественный стиль, но и может стать структурной частью изделия, придавая жесткость конструкции, маскируя технологические элементы. Кроме того, технология позволяет провести легкий рестайлинг всего лишь сменив один носитель на другой и, как правило, необходимости в переоборудовании производства нет.
IMD применяется при изготовлении детских игрушек, спортивных товаров, теле- и видеопродукции, корпусов мобильных телефонов, автомобилестроении. В ходе процесса носитель информации (или аппликация) помещается в открытую полость литьевой пресс-формы, чаще матрицу, и уже там проводится в желательное положении вакуумными (или электрическими) суппортами. Затем следует этап закрытия пресс-формы и впрыск полимера в формообразующую полость. Надежность соединения обеспечивается тем, что носитель «вплавливается» в кристаллизующееся изделие и становится его неотъемлемой частью. Любой другой метод менее надежен и не так долговечен, поскольку работает с уже охлаждённой пластиковой поверхностью детали. Именно поэтому использование IMD плёнок целесообразнее, чем применение, например, самоклеящихся, так как носитель, который стал частью изделия, уже невозможно отделить, не разрушив последнее.
Использование технологии IMD позволяет не просто улучшить внешний вид изделия, но и добиться экономического эффекта, вызванного сведением к минимуму доли ручного труда за счёт применения автоматизированных линий. Это снижает количество брака, практически исключает производственные ошибки и простои, а также существенно увеличивает выход готового изделия. Помимо этого метод подразумевает полный отказ от вторичных ручных операций по оформлению, вносящих существенный вклад в стоимость производства деталей: ручной росписи, тампопечати или шелкографии.
Плюсы IMD технологии:
1. Экологически чистое производство, отсутствие вредных выбросов.
2. Возможность высокоточного воспроизведения эффекта «живого» металла, блеска жемчуга, блеска матового стекла, деревянного зерна и т. д.
3. Поверхность, покрытая по технологии IMD, стойка к царапинам, трению, UV-излучению, или по желанию заказчика, к другим агрессивным средам.
4. Улучшение эксплуатационных свойств.
5. При массовом производстве достигается более низкая стоимость продукции.

Также могут встретиться следующие аббревиатуры:
DD-IMD или Deep draw IMD — технология декорирования поликарбонатной плёнкой. По сравнению с IMD, технология DD-IMD позволяет изготавливать детали с более сложным и глубоким профилем носителя.
2S-IMD или Two side IMD.
FIM или Film insert molding — то же, что и DD-IMD.
IML или In-mold labeling — альтернативное название IMD.